# Heterocola similis
Heterocola similis là một loài tò vò trong họ Ichneumonidae.